# Pelopides tridens
Pelopides tridens es una especie de coleóptero de la familia Passalidae.

## Distribución geográfica
Habita en Java (Indonesia).